# Nerax commiles
Nerax commiles là một loài ruồi trong họ Asilidae. Nerax commiles được Walker miêu tả năm 1851.